# Philippe Ier le Beau
Pour les articles homonymes, voir Philippe de Bourgogne, Philippe de Castille (page d'homonymie), Philippe de Habsbourg et Philippe Ier.
Ne doit pas être confondu avec Philippe le Bel.
Philippe de Habsbourg, dit Philippe le Beau (en allemand : Philipp der Schöne, en néerlandais : Filips de Schone, en espagnol : Felipe el Hermoso), né le 22 juin 1478 à Bruges (comté de Flandre) et mort le 25 septembre 1506 à Burgos (royaume de Castille), fils de Maximilien de Habsbourg et de Marie de Bourgogne, est duc de Bourgogne en titre et seigneur des États bourguignons de 1482 à 1506. Du fait de son mariage avec Jeanne de Castille, il est aussi roi de Castille de 1504 à 1506 sous le nom de Philippe Ier.
À la mort de sa mère en 1482, Philippe hérite des possessions bourguignonnes à l'âge de trois ans, sous la régence de son père, qui connaît un certain nombre de difficultés. En 1494, Philippe commence son règne personnel sur les Pays-Bas bourguignons (les « Pays de par-deçà »), ainsi que sur le comté de Bourgogne et le Charolais (les « Pays de par-delà »). 
Marié deux ans plus tard à Jeanne (1479-1555), fille des Rois catholiques d'Espagne, il devient, à la mort d'Isabelle de Castille en 1504, roi consort de Castille et de León, titre contesté par son beau-père, Ferdinand II d'Aragon. Officiellement reconnu roi en 1506, il meurt quelques mois plus tard, apparemment d'une fièvre typhoïde, laissant une veuve qui sombre dans une forme de folie.
Philippe le Beau, père des empereurs Charles Quint et Ferdinand Ier, est l'ancêtre commun des Habsbourg d'Espagne et d'Autriche, ceux-ci détenant généralement la fonction élective d'empereur.

## Biographie

### Origines familiales et première enfance (1478-1482)
Philippe naît le 22 juin 1478 à Bruges dans le comté de Flandre, fief français détenu par la maison de Valois-Bourgogne, depuis le mariage du duc de Bourgogne Philippe le Hardi (1342-1404) avec la comtesse Marguerite III de Flandre en 1384. Sa mère est Marie de Bourgogne (1457-1482), fille et héritière de Charles le Téméraire (1433-1477), mort au cours de la bataille de Nancy (janvier 1477). 
Dès la mort de Charles le Téméraire, le roi de France Louis XI lance une offensive contre son héritière, commençant par occuper Dijon et par prendre le contrôle du duché de Bourgogne, le fief d'origine de la dynastie de Valois-Bourgogne. Dès le début de cette guerre de Succession de Bourgogne, Marie doit faire des concessions à ses sujets : c'est le Grand privilège des pays de par deçà (avril 1477), qui révoque les réformes introduites par son père. Simultanément, elle cherche l'appui d'un prince puissant : elle se marie le 19 août 1477 avec Maximilien d'Autriche (1459-1519), fils aîné de l'empereur Frédéric III, chef de la maison de Habsbourg, possessionnée en Autriche, au Tyrol et en Alsace, ainsi qu'en Suisse. 
Trois enfants naissent de leur mariage : Philippe, Marguerite (1480-1530) et François (1481-1481).

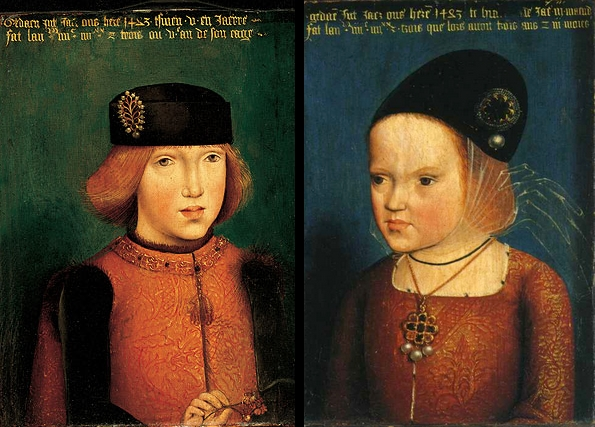
Philippe et Marguerite, retable polyptyque attribué au Maître de la Légende de sainte Marie-Madeleine, vers la fin du XVe siècle.

Philippe a trois ans lorsque sa mère meurt le 27 mars 1482, à l'âge de 25 ans, des suites d'une chute de cheval pendant une partie de chasse, survenue le 6 mars.

### La succession de Marie de Bourgogne et le traité d'Arras (1482)
Philippe hérite du duché de Bourgogne et du Charolais (fiefs français occupés par l'armée du roi de France), du comté de Bourgogne, (fief impérial où l'armée française et les révoltés comtois s'affrontent) ainsi que des Pays-Bas bourguignons, c'est-à-dire les fiefs français de Flandre et d'Artois et les fiefs impériaux du Hainaut, de Brabant, du Luxembourg, de Namur, de Hollande et de Zélande. Tous ces fiefs ont été acquis par les Valois-Bourgogne au XIVe siècle et au XVe siècle et constituent les États Bourguignons. 
Maximilien, désigné comme tuteur de Philippe et régent des possessions bourguignonnes, doit composer avec les villes flamandes et brabançonnes, hostiles à la poursuite de la guerre. En décembre 1482, il signe le traité d'Arras, très favorable au roi de France : Maximilien cède le duché et le comté de Bourgogne ; le traité inclut aussi les fiançailles de sa fille Marguerite avec le dauphin Charles de France, avec plusieurs fiefs bourguignons en dot. Quelques mois plus tard, Marguerite part vivre à la cour de France. 

### Du traité d'Arras à l'avènement de Philippe (1482-1494)
Philippe reste aux Pays-Bas où il a pour précepteur Olivier de La Marche (1426-1502). François de Busleyden (1455-1502) est son précepteur de 1485 à 1495[pas clair], puis son principal conseiller. 
Cette période de la régence de Maximilien est marquée par la reprise de la guerre avec la France après la mort de Louis XI (août 1483), Maximilien intervenant dans la Guerre folle puis dans la guerre de Bretagne. Les tribulations matrimoniales de la duchesse Anne de Bretagne, d'abord mariée à Maximilien, puis, ce mariage ayant été cassé, avec Charles VIII, aboutit à la rupture des fiançailles de celui-ci avec Marguerite. Le règlement d'ensemble a lieu au traité de Senlis (1493), par lequel Charles VIII rétrocède les comtés de Bourgogne et d'Artois. Marguerite est alors autorisée à quitter la cour de France.
Cette période est aussi marquée par plusieurs révoltes aux Pays-Bas : villes de Flandre en 1483-1485 ; villes de Flandre et de Brabant en 1488-1491 (Maximilien est prisonnier des Brugeois pendant quelques semaines en 1488) ; révolte du Jonker Frans (François de Bréderode) en Hollande en 1488-1490 ; révolte du fromage et du pain dans le nord de la Hollande en 1491-1492. Maximilien fait intervenir le duc Albert III de Saxe à partir de 1488, lui confiant le rôle de lieutenant général et de commandant en chef.

### Prince régnant sur les États bourguignons (1494-1506)
En septembre 1494, à l'âge de seize ans, Philippe est déclaré majeur, ce qui met fin à la régence de Maximilien. Celui-ci, élu roi des Romains dès 1486, est devenu chef de la maison de Habsbourg à la suite de la mort de son père Frédéric III (1493).

### Le mariage espagnol et ses suites (1496-1506)

#### Le rapprochement de Maximilien d'Autriche avec les Rois catholiques (1495)
Ce mariage prend place dans la nouvelle configuration géopolitique de l'Europe occidentale : la succession de Bourgogne ayant été réglée à Senlis en 1493, un nouveau conflit entre rois de France et Habsbourg apparaît dès 1494, lorsque Charles VIII lance son armée vers le royaume de Naples (qui fait partie de la couronne d'Aragon), marquant le début de la première guerre d'Italie. 
Dans un premier temps, Maximilien est concerné parce qu'il a épousé en mars 1494 Blanche-Marie Sforza (1472-1510), fille de l'ancien duc de Milan Galéas Marie Sforza et sœur du duc Jean Galéas Sforza (1469-1494). Or, à la mort de Jean Galéas, le duché a été usurpé par son oncle Ludovic, allié du roi de France. 
Pendant cette guerre, Maximilien d'Autriche conclut un pacte avec les Rois catholiques d'Espagne, Isabelle de Castille et Ferdinand II d'Aragon, mariés depuis 1474 : ce pacte prévoit un double mariage entre leurs enfants, base d'une alliance dont le but est de prendre le royaume de France en tenailles entre les Pays-Bas bourguignons au nord, le comté de Bourgogne (ainsi que les territoires des Habsbourg) à l'est et les royaumes de Castille et d'Aragon au sud (la France étant un allié traditionnel du Portugal).

#### Le double mariage des enfants de Maximilien et des Rois catholiques
Le 31 mars 1495, est conclu le contrat de fiançailles de Philippe le Beau avec Jeanne de Castille et de Marguerite avec Jean d'Aragon, héritier présomptif des royaumes de Castille et d'Aragon. En revanche, Jeanne est seulement troisième dans l'ordre d'accès aux successions de Castille et d'Aragon : en supposant que Jean d'Aragon meure sans descendance, c'est leur sœur aînée Isabelle qui devient héritière.
Le 5 novembre, ont lieu les mariages par procuration : 
- à Malines (duché de Brabant), de Marguerite et de Jean[9] ;
- à Valladolid (royaume de Castille), de Jeanne avec Philippe le Beau[réf. nécessaire].

Le mariage in presentia de Philippe avec Jeanne a lieu le 20 octobre 1496 à Lierre (duché de Brabant). 
Celui de Marguerite avec Jean a lieu le 3 avril 1497 à Burgos (royaume de Castille).

#### Descendance de Philippe le Beau et de Jeanne de Castille
Du mariage de Philippe et de Jeanne sont issus six enfants, quatre nés aux Pays-Bas et deux en Castille ; les quatre filles seront épouses de roi, les deux fils seront empereurs :
- Éléonore (1498 – 1558), née à Louvain, reine de Portugal puis de France ;
- Charles (1500 – 1558), né à Gand, souverain des Pays-Bas (1506), roi de Castille et d'Aragon (1516), chef de la maison de Habsbourg (1519), élu empereur en 1520 sous le nom de Charles V (Charles Quint) ;
- Isabelle (1501 – 1526), née à Bruxelles, reine de Suède, de Norvège et de Danemark ;
- Ferdinand (1503 – 1564), né à Alcalá de Henares, élu empereur en 1558 ;
- Marie (1505 – 1558), née à Bruxelles, reine de Hongrie et de Bohême (1522 – 1526) puis gouvernante des Pays-Bas (1531 – 1556) ;
- Catherine (1507 – 1578), née à Torquemada après la mort de son père, reine de Portugal.

#### Premier voyage en Espagne (1501-1502)

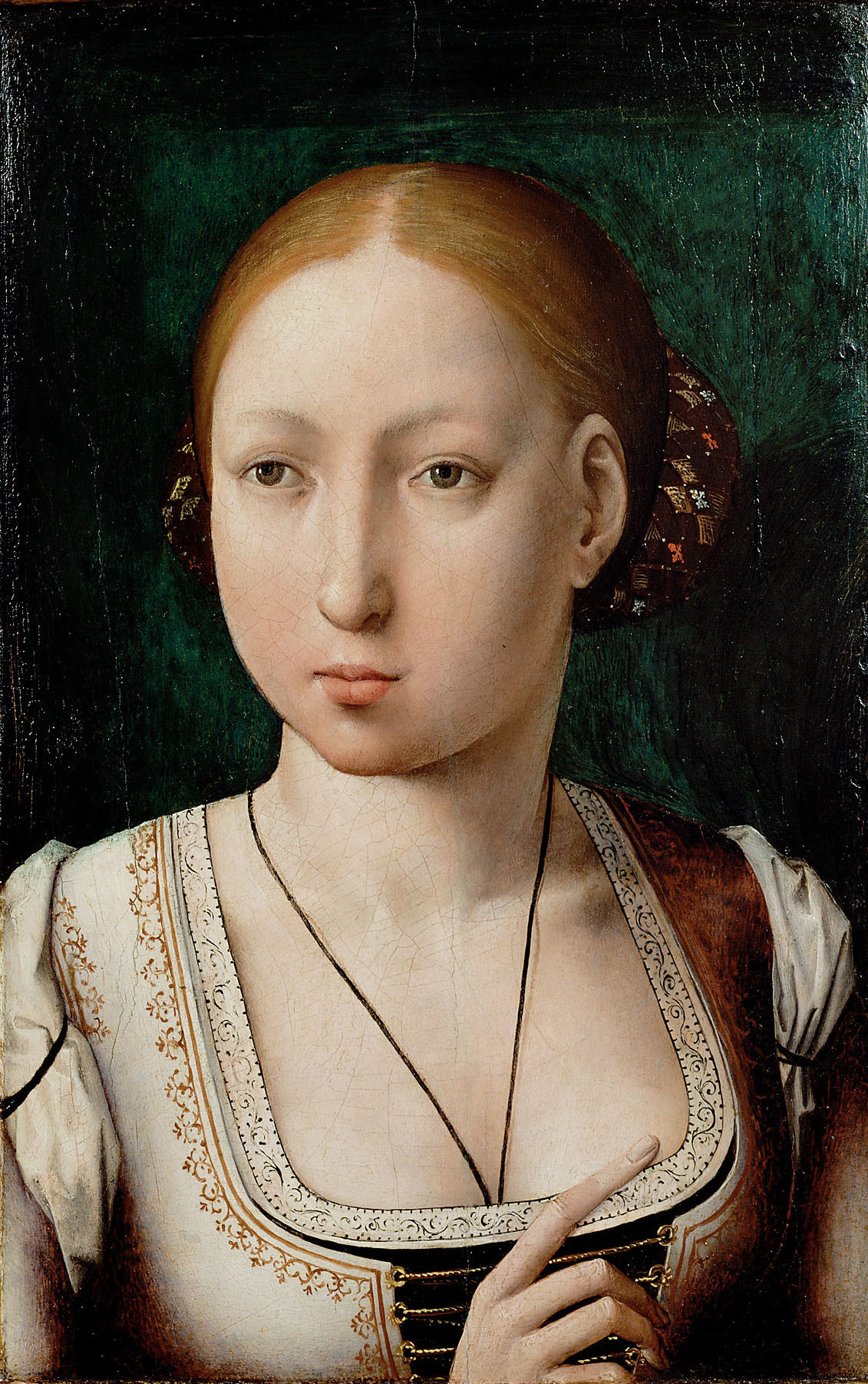
, par Jean de Flandres, musée d'histoire de l'art de Vienne.

Jean d'Aragon meurt prématurément en 1497, sans laisser d'enfant : l'héritière présomptive est maintenant Isabelle, aînée des filles des Rois catholiques, reine de Portugal. Philippe le Beau conteste la préséance d'Isabelle, mais celle-ci, soutenue par ses parents, est formellement reconnue par les Cortes de Castille en avril 1498, quoique pas par les Cortes d'Aragon. Mais elle meurt en août 1498 en mettant au monde un garçon, Miguel, qui est reconnu sans problèmes majeurs comme héritier présomptif, jusqu'à sa mort le 19 juillet 1500, qui ouvre la voie vers le trône à Jeanne et à Philippe.
Le 3 novembre 1501, Jeanne et Philippe quittent Bruxelles pour l'Espagne, où le 7 mai 1502, ils sont reconnus à Tolède comme héritiers présomptifs par les Cortes du royaume de Castille, puis par ceux du royaume d'Aragon. 
Philippe rentre aux Pays-Bas avant la fin de l'année 1502, tandis que Jeanne reste en Castille où leur fils Ferdinand naît en mars 1503 à Alcalá de Henares ; puis elle rentre aux Pays-Bas.

#### Mort d'Isabelle la Catholique et problèmes de sa succession (1504-1506)
À la mort de la reine Isabelle le 26 novembre 1504, son mari Ferdinand tente de mettre la main sur la régence de la Castille mais les nobles castillans, qui ne l'aiment pas et le craignent, l'obligent à y renoncer. 
Sa fille Jeanne étant l'héritière du royaume, le couple part en Castille pour être proclamés reine et roi.
Dans un acte du 18 janvier 1505 déjà, Philippe se définit « par la grace de Dieu roy de Castille, de Leon, de Grenade, archiduc d’Autriche etc. » 
La querelle de famille, dans laquelle son beau-père Ferdinand d'Aragon (comme une partie importante des Cortes castillanes et Jeanne) ne veut pas de lui comme roi de Castille dure depuis la proclamation de Jeanne comme héritière, à la suite des décès de son frère Jean et sa sœur aînée Isabelle d'Aragon. En effet, ce mariage ne prévoyait pas, selon les « Rois catholiques », l'accès au trône « d'un Flamand » qui, d'après eux, détournerait les intérêts de la couronne. Au contraire, ce mariage devait défendre les intérêts de la monarchie espagnole contre la France. Finalement, Ferdinand doit céder et renoncer à ses droits.[pas clair]
Philippe est reconnu comme roi de Castille durant l'été 1506. 

### Mort prématurée de Philippe le Beau (septembre 1506)

#### Une mort suspecte?
Il meurt à Burgos après seulement deux mois d'un règne très court, apparemment d'une fièvre typhoïde « après un jeu de paume très assoiffant qui dure des heures et [après] avoir beaucoup transpiré sans bien s'hydrater »[réf. nécessaire]. 
Toutefois, le soupçon d'empoisonnement reste néanmoins vraisemblable[réf. nécessaire], bien que l'eau empoisonnée soit testée par son goûteur qui, plus jeune, résiste mieux au poison avant de mourir[réf. nécessaire]).

#### Conséquences
Après la mort de Philippe, Jeanne est placée par son père en résidence surveillée au couvent de Tordesillas. En mars 1507, elle donne naissance à son dernier enfant, Catherine.
Son fils Charles est élevé par sa tante Marguerite aux Pays-Bas ; en 1516, il est proclamé roi de Castille et d'Aragon, conjointement avec sa mère. Élu empereur en 1520, il confie la régence des territoires héréditaires des Habsbourg à son frère Ferdinand. 

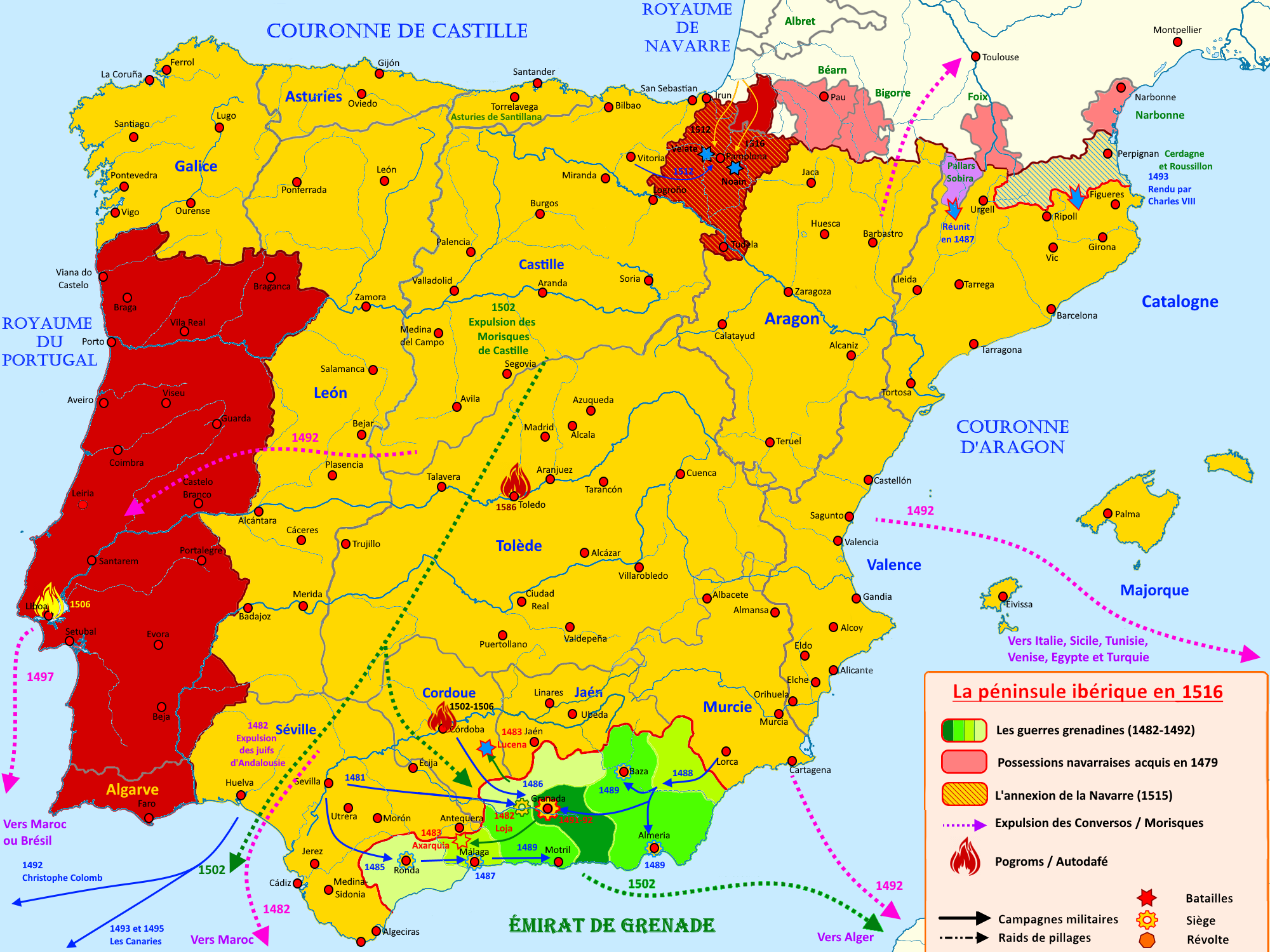
L'union vers la Couronne d'Espagne 1479-1516.

## Titres et armoiries
- Duc de Bourgogne et comte de Flandre sous le nom de Philippe IV (1482-1506)
- Duc de Brabant, duc de Limbourg et comte de Charolais sous le nom de Philippe III (1482-1506)
- Duc de Luxembourg, comte de Hainaut, comte de Hollande et comte de Zélande sous le nom de Philippe II (1482-1506)
- Comte de Namur sous le nom de Philippe V (1482-1506)
- Comte palatin de Bourgogne et comte d'Artois sous le nom de Philippe VI (1482-1506)
- Duc de Gueldre et comte de Zutphen sous le nom de Philippe Ier (1482-1492)
- Roi de Castille sous le nom de Philippe Ier (1506)[12]

Armoiries de Philippe le Beau, archiduc d'Autriche et duc de Bourgogne (1482-1504)[13].
Armoiries de Philippe le Beau, roi consort de Castille, archiduc d'Autriche et duc de Bourgogne (1504-1506)[13].